# 韩国的大麻
大麻在韩国用于娱乐是非法的。2018年11月，韩国修订了《麻醉品管制法》，促使医用大麻的使用合法化，使韩国成为东亚第一个医用大麻合法化的国家。 尽管从20世纪70年代以来，大麻在韩国的使用量有所上升，但它的受欢迎程度仍远低于甲基苯丙胺（冰毒）等合成毒品。在2015年因毒品犯罪被捕的11916人中，只有1/100人是因为吸食大麻。

## 历史

### 早期历史
大麻是古代朝鲜的一种重要作物，据信是通过丝绸之路从南亚传入该地区的。早在公元前3000年就发现了大麻织物的样本传统的桑贝布是一种象牙色的织物，由大麻制成除了用作织物外，大麻种子还被认为具有药用价值，比如泻药。

### 现代历史
根据李承晚政府1957年的《麻醉品法案》，“印度大麻”与罂粟、鸦片和可卡因一起被列为违禁麻醉品。有猜测说，这一行动受到了美国财政部联邦麻醉局第一任司令哈利·安斯林格的大力鼓励，他一直主张禁止麻醉品。但是重要的是，1957年的法案只宣布印度种植的大麻为非法，这使得允许韩国大麻不受限制的发展。
20世纪60年代，随着嘻哈文化从驻韩美军基地向外扩散，韩国大麻的使用量急剧上升。使用“快乐的烟”开始象征着反叛，当时的许多流行歌手开始抽这种含有大麻的烟。
20世纪70年代，由于大麻与国外反叛青年文化的联系，根据1976年的《大麻控制法》，所有形式的大麻都被禁止。后此法在2000年并入《麻醉品控制法》。对大麻的全面禁令保持不变。
2018年1月，韩国国会议员申昌铉(Shin Chang-Hyun)提出了一项修改《麻醉品管制法》的法案，允许有特定疾病的个人在食品药品安全部的批准下使用大麻。提议的修订在7月获得了卫生部的支持，该部当时表示，将允许大麻二酚、屈大麻酚和Sativex等用于癫痫、艾滋病毒/艾滋病症状和癌症相关治疗等疾病
2018年11月23日，国民议会批准了《麻醉品管制法》修正案，医用大麻部分合法化

## 法律地位

### 医疗用途
经韩国食品和药物安全部批准，在韩国医用大麻的使用是合法的。目前，卫生部只允许使用大麻二酚、屈大麻酚和Sativex。大麻这种植物本身以及它的天然衍生物和提取物，尽管在法律下是合法的，但尚未得到批准。在获得该药物之前，韩国患者需要在获得医生处方后，向罕见药物的政府机构——韩国罕见药物中心提出申请。获得批准将在个案的基础上进行。据该部门称，这种药物的进口始于2019年初。

### 娱乐用途
尽管进行了改革，但娱乐性大麻仍被法律严格禁止。如果违反规定，将处以5年以下有期徒刑或5000万韩元以下的罚款(以2021年11月为准)。 韩国当局多次警告本国公民，无论身在世界何处，他们都要受本国刑法的约束，并建议他们不要在国外使用大麻。

### 工业用途
大麻自古以来就是韩国布料的来源，直到20世纪30年代，韩国的每个省份都种植大麻。特别是在适合大麻生长的南方地区。20世纪50年代末，韩国种植了9000公顷大麻。

## 经济地位
《韩国时报》2014年的一篇文章指出，尽管面临最高5年监禁或最高5000万韩元(2021年11月，约4.25万美元)的罚款的风险，但在韩国，通过互联网经销商可以轻松买到大麻。记者注意到，根据互联网经销商的说法，大麻每克卖30-50美元。

## 在流行文化中

### 20世纪
1976年，韩国总统朴正熙为了提高大麻控制法案的受欢迎程度。他把目光转向了在美国陆军基地表演的流行艺人，那里是大麻使用的温床。1975年冬天，朴正熙领导政府打击大麻的吸食，导致50多名韩国著名艺人被捕。其中包括摇滚歌手申正贤(Shin Jung-hyeon)，被捕后被监禁了4个月，后被媒体称为“大魔王”

### 21世纪
一些知名的韩国流行歌手因娱乐吸食大麻而被起诉。因吸食大麻而被捕的著名艺人包括创作型歌手PSY和BIGBANG偶像团体成员的T.O.P等等。这些名人得到了不同的判决，刑期从25天到10个月不等。 除了法律行动，社会对这些名誉扫地的明星的反感往往是迅速而严重的。T.O.P.因持有和使用大麻被起诉后，他的公司YG Entertainment被称为“药局公司”(韩文:약국) 韩国艺人因吸毒丑闻重返舞台平均需要40个月的时间，而因吸食大麻被捕的韩国流行歌手往往很难重拾失去的明星光环。

## 延伸閱讀
- Strother, Jason. . Yonhap News. 2013-02-19  [2016-12-08]. （原始内容存档于2018-10-23）.
- Cho, Byung In. . 国际刑法改革和刑事司法政策中心. 2004-03.